# Tassaout
L’oued Tassaout, parfois orthographié Tessaout (arabe : واد تسّاوت ; berbère : Asif Tassawt  ou ⴰⵙⵉⴼ ⵏ  ⵜⴰⵙⴰⵡⵜ), est un cours d'eau marocain, affluent de rive gauche de l'oued Oum Errabiâ, dont le bassin est à cheval sur les régions Marrakech-Safi et Béni Mellal-Khénifra. Il prend sa source dans le Haut Atlas et se jette dans l'Oum Errabiâ, à une quinzaine de kilomètres au sud-ouest d'El Borouj.

## Cours
La Tassaout prend sa source sur le versant nord du massif du M'Goun. Il creuse ensuite une vallée encaissée, la vallée de la Tassaout, une vallée isolée parfois surnommée la "vallée perdue", où vit la tribu Fetouaka. Son cours suit une direction plein ouest, jusqu'à hauteur du village de Toufghine, où la rivière est traversée par la R307 reliant Demnate à Ouarzazate. C'est la seule route asphaltée desservant la partie montagneuse du cours de la Tassaout. La rivière s'oriente ensuite vers le nord-ouest, irriguant des cultures en terrasses vivrières. Dans le piémont, le cours de la Tassaout est entravé par un premier barrage hydroélectrique, le barrage Moulay Youssef, connu localement sous le nom de Barrage Aït Adel, du nom de la fraction tribale locale. Il est suivi, deux kilomètres en aval, du barrage Timinoutine. 
Après le village d'Agadir Bouachiba, la Tassaout pénètre la plaine du Haouz sur un axe sud-nord. C'est le seul affluent de l'Oum Errabiâ à irriguer la plaine du Haouz, que la Tassaout traverse dans sa portion la plus orientale. Laâttaouia est la principale ville du sous-bassin de la Tassaout. En plaine, 9080|hectares sont irrigués en grande hydraulique et surface|2848|hectares le sont en petite et moyenne hydraulique . L'oued Tassaout reçoit son affluent rive droite, l'Oued Lakhdar, à hauteur de la commune de Fraita (Province d'El Kelaâ des Sraghna).

## Affluents
Le principal affluent de la Tassaout est l'Oued Lakhdar. À partir du point de confluence, il existe d'ailleurs un débat pour savoir si en amont, la rivière doit être appelée oued Tassaout ou Oued Lakhdar. L'Oued Lakhdar est en tous cas suffisamment important pour être considéré par les agences hydrauliques du Tensift et de l'Oum Errabiâ comme une rivière disposant disposant de son propre sous-bassin. L'Oued Lakhdar est entravé par deux barrages : les bassins Hassan 1er et Sidi Driss.

## Barrages
Il existe sur le cours de l'oued Tassaout deux barrages :  le barrage Moulay Youssef, connu localement sous le nom de Barrage Aït Adel. A sa hauteur, le débit moyen de la Tassaout est de 263 m3/s. Il est suivi, deux kilomètres en aval, par un autre barrage, plus petit : le barrage Timinoutine. Ces deux barrages souffrent d'un envasement important. Aussi, il est prévu de construire en 2025 un autre barrage en montagne, le barrage Tioughza, d'un volume utile de 130 millions de m3.